# Kunihiko Yuyama
Kunihiko Yuyama (湯山 邦彦 Yuyama Kunihiko?) es un director japonés, conocido por su trabajo en el anime Pokémon. También ha dirigido Las aventuras de Gigi, Genmu Senki Leda, Anime San Jūshi, Ushio to Tora, Kimagure Orange Road: Summer's Beginning, Plawres Sanshiro, Slayers Return/Slayers Great y Wedding Peach.

## Filmografía

### Anime
| Año           | Título                                                        | Papel                                               | Notas                                                                                 | Fuente              |
| ------------- | ------------------------------------------------------------- | --------------------------------------------------- | ------------------------------------------------------------------------------------- | ------------------- |
| 1977          | Ippatsu Kanta-kun                                             | Animación In-between                                |                                                                                       |                     |
| 1978          | Galaxy Express 999                                            | Director de episodio                                |                                                                                       |                     |
| 1980          | Zukkoke Knight: Don De La Mancha                              | Director de episodio, Storyboard                    |                                                                                       |                     |
| 1980          | Uchu Senshi Baldios                                           | Director de episodio, Storyboard                    |                                                                                       |                     |
| 1981          | Sengoku Majin GōShōgun                                        | Director de episodio, Storyboard                    | También director, storyboard en la película de 1982 y en el OVA de 1985 Time Stranger | [ 3 ]               |
| 1982          | Las aventuras de Gigi                                         | Director de serie, director de episodio, storyboard | También OVAs y especiales de 1985–1994                                                |                     |
| 1983          | Plawres Sanshiro                                              | Director en jefe, director de episodio, storyboard  |                                                                                       |                     |
| 1985          | Leda: La fantástica aventura de Yohko                         | Guionista, Director                                 | OVA                                                                                   |                     |
| 1985          | Time For Action Series BAVI                                   | Director                                            |                                                                                       |                     |
| 1986          | Windaria                                                      | Director                                            |                                                                                       | [ 4 ]               |
| 1987          | Tekkamen o Oue - D'Artagnan Monogatari yori                   | Director                                            |                                                                                       |                     |
| 1987          | TWD Express: Rolling Takeoff                                  | Director                                            | También Rolling Takeout                                                               |                     |
| 1987          | Anime San Jūshi                                               | Director, director de episodio, storyboard          |                                                                                       |                     |
| 1987          | Kiteretsu Daihyakka                                           | Storyboard                                          |                                                                                       |                     |
| 1989          | Anime San Jūshi la película                                   | Director                                            |                                                                                       |                     |
| 1989          | T P bon                                                       | Director, Storyboard                                |                                                                                       |                     |
| 1989–90       | Time Travel Tondekeman                                        | CD, director de episodio, storyboard                |                                                                                       |                     |
| 1991          | Slow Step                                                     | Director                                            |                                                                                       |                     |
| 1992          | Ushio to Tora                                                 | Director                                            | También OVAs de 1993                                                                  |                     |
| 1993          | Apfel Land Monogatari                                         | Director                                            | OVA                                                                                   |                     |
| 1993          | Yaiba                                                         | Director general                                    |                                                                                       |                     |
| 1995          | Kyōryū Bōkenki Jura Tripper                                   | Director                                            |                                                                                       |                     |
| 1995–96       | Wedding Peach                                                 | Director                                            | También OVA de 1996                                                                   |                     |
| 1995          | Kōryū no Mimi                                                 | Director                                            |                                                                                       |                     |
| 1995          | Otenki Onēsan                                                 | Guionista, Director                                 | OVA                                                                                   |                     |
| 1996          | Slayers Return                                                | Director general                                    |                                                                                       |                     |
| 1996          | Kimagure Orange Road: Summer's Beginning                      | Director                                            |                                                                                       |                     |
| 1997          | Kougyouaiku valley boys                                       | Director                                            | OVA                                                                                   |                     |
| 1997–presente | Pokemon                                                       | Director general                                    | También OVAs, especiales, spinoffs, cortos                                            |                     |
| 1997          | Slayers Great                                                 | Director general                                    |                                                                                       |                     |
| 1998          | Pokémon The First Movie: Mewtwo Strikes Back                  | Director, Storyboard                                | También director en Vacaciones de Pikachu                                             |                     |
| 1999          | Pokémon the Movie 2000: The Power of One                      | Director, Storyboard                                | También director en Aventura de Rescate de Pikachu                                    |                     |
| 2000          | Pokémon 3: El hechizo de los Unown                            | Director                                            |                                                                                       |                     |
| 2001          | Pokémon 4Ever: Celebi - Voice of the Forest                   | Director                                            | También director en el corto                                                          |                     |
| 2002          | Pokémon Heroes: Latios and Latias                             | Director                                            | También director en el corto                                                          | [ 5 ]               |
| 2002          | Crónicas Pokémon                                              | Director                                            | Spin-off                                                                              |                     |
| 2003          | Pokémon: Jirachi y los Deseos                                 | Director                                            | También director en el corto                                                          | [ 6 ]               |
| 2004          | Pokémon: El Destino de Deoxys                                 | Director                                            |                                                                                       |                     |
| 2005          | Pokémon: Lucario y el misterio de Mew                         | Director                                            |                                                                                       |                     |
| 2006          | Brave Story                                                   | Director                                            | Película                                                                              |                     |
| 2006          | Pokémon Ranger y el Templo del Mar                            | Director                                            |                                                                                       |                     |
| 2007          | Pokémon: The Rise of Darkrai                                  | Director                                            |                                                                                       | [ 7 ]               |
| 2008          | Pokémon: Giratina and the Sky Warrior                         | Director                                            |                                                                                       | [ 8 ]               |
| 2009          | Pokémon: Arceus y la Joya de la Vida                          | Director                                            |                                                                                       | [ 9 ] [ 10 ] [ 11 ] |
| 2010          | Pokémon: Zoroark: El Maestro de Ilusiones                     | Director                                            |                                                                                       | [ 12 ]              |
| 2011          | Pokémon: Negro—Victini y Reshiram y Blanco—Victini y Zekrom   | Director                                            | También director en el corto                                                          | [ 13 ]              |
| 2012          | Pokémon: Kyurem vs. El Espadachin Místico                     | Director                                            | También director en el corto                                                          | [ 14 ] [ 15 ]       |
| 2013          | La película Pokémon: Genesect y el despertar de una leyenda   | Director                                            | También director en el corto                                                          | [ 16 ]              |
| 2014          | La película Pokémon: Diancie y la crisálida de la destrucción | Director, Storyboard                                | También director en el corto                                                          | [ 17 ]              |
| 2015          | La película Pokémon: Hoopa y un duelo histórico               | Director general, storyboard                        | También director en el corto                                                          |                     |
| 2016          | La película Pokémon: Volcanion y la maravilla mecánica        | Director, Storyboard                                |                                                                                       |                     |
| 2017          | Pokémon the Movie: I Choose You!                              | Director                                            |                                                                                       |                     |

### Acción en vivo
| Año         | Título               | Función  | Tipo                | Fuente |
| ----------- | -------------------- | -------- | ------------------- | ------ |
| 2008 - 2009 | K-tai Investigator 7 | Director | Serie de televisión | [ 18 ] |